# A Cidade como Centro de Região
A Cidade como Centro de Região: Definições e Métodos de Avaliação da Centralidade é um livro brasileiro escrito pelo geógrafo brasileiro Milton Santos e publicado no ano de 1959 pela Livraria Progresso Editora, em Salvador.
O livro de 31 páginas é composto por uma primeira parte em que Milton Santos discorre sobre a questão principal do título da obra "A Cidade como Centro de Região". Na parte seguinte, o autor trata dos "Métodos de Avaliação da Centralidade" tendo a contribuição do geógrafo francês Michel Rochefort (1927-2015) para o planejamento regional como balizador e, assim, separou uma seção dedicada aos métodos anteriores a Rochefort; outra exatamente sobre o método Rochefort e a adaptação do mesmo para a realidade brasileira; e finalmente uma última destinada ao emprego da versão adaptada do método Rochefort para duas regiões da Bahia (o Recôncavo e a Zona Cacaueira).
É uma das três obras de Milton Santos que tratam da noção de região na perspectiva relativa de espaço, em conjunto com a Zona do Cacau (1955) e A Cidade de Jequié e Sua Região (1957). O conceito de região em A Cidade Como Centro de Região é o de "Área organizada no entorno da cidade economicamente mais importante"; o que indica a relatividade entre cidade e região, onde um núcleo é responsável por gerir diferentes atividades do espaço regional que acaba por se organizar ao seu redor.